# 下中音
在音樂中，下中音是音階的第六個音級。在大調中，主音和它構成大六度關係，但在小調中，主音卻和它構成小六度關係。例如在C大調中，下中音是A，而在C大調的同名小調C小調中，下中音則是A♭。
“下中音”这个术语的名称可以有多种不同的解释：
- 该音位於下屬音和主音的中間 (與位於主音和屬音中間的中音相對)；
- 中音是主音上方的三度音，故而下中音是主音下方的三度音；
- 下中音即是下属的中音。

## 下中和弦
下中和弦是指任何基於下中音，而且使用同一音階的音的和弦。例如在C大調中，下中音是A音，下中音三和弦由A、C、E組成。然而，大調中的下中和弦具有小調調性，而小調中的下中和弦又具有大調調性，所以，兩者通常用於轉調。

### 三和弦
在大調中，下中音三和弦是一個小三和弦，記作VI。(C大調中的下中音三和弦為A-C-E)另一方面，在小調中，下中音三和弦是一個大三和弦，記作vi。(在C小調中的下中音三和弦為A♭-C-E♭)

### 七和弦
大調中的下中音七和弦是一個小七和弦，例如在C大調中的下中音三和弦為A-C-E-G，而小調中的下中音七和弦則為一個大七和弦，在C小調中的下中音三和弦為A♭-C-E♭-G。

## 各調中的下中音

### 大調
| 大調    | 下中音 | 大調  | 下中音 | 大調    | 下中音 |
| ------- | ------ | ----- | ------ | ------- | ------ |
| 降C大調 | A♭     | C大調 | A      | 升C大調 | A♯     |
| 降D大調 | B♭     | D大調 | B      | 升D大調 | B♯     |
| 降E大調 | C      | E大調 | C♯     | 升E大調 | C𝄪     |
| 降F大調 | D♭     | F大調 | D      | 升F大調 | D♯     |
| 降G大調 | E♭     | G大調 | E      | 升G大調 | E♯     |
| 降A大調 | F      | A大調 | F♯     | 升A大調 | F𝄪     |
| 降B大調 | G      | B大調 | G♯     | 升B大調 | G𝄪     |

### 小調
| 小調    | 下中音 | 小調  | 下中音 | 小調    | 下中音 |
| ------- | ------ | ----- | ------ | ------- | ------ |
| 降C小調 | A𝄫     | C小調 | A♭     | 升C小調 | A      |
| 降D小調 | B𝄫     | D小調 | B♭     | 升D小調 | B      |
| 降E小調 | C♭     | E小調 | C      | 升E小調 | C♯     |
| 降F小調 | D𝄫     | F小調 | D♭     | 升F小調 | D      |
| 降G小調 | E𝄫     | G小調 | E♭     | 升G小調 | E      |
| 降A小調 | F♭     | A小調 | F      | 升A小調 | F♯     |
| 降B小調 | G♭     | B小調 | G      | 升B小調 | G♯     |